# Josep Maria Oliver i Cabasa
Josep Maria Oliver i Cabasa (Olesa de Montserrat, 12 d'octubre del 1944) és un dissenyador gràfic i astrònom sabadellenc, conegut principalment per haver estat un dels fundadors de l'Agrupació Astronòmica de Sabadell (AAS) i el seu president entre el 1979 i el 2006. La seva carrera s'ha centrat en la divulgació de l'astronomia i la història de l'astronomia amateur a Espanya, de la qual és un dels representants més destacats.
El 1960, a l'edat de setze anys, va fundar l'AAS juntament amb Carles Palau, Feliu Comella i Joaquim Inglada. Ha estat vinculat a l'Agrupació des d'aleshores, successivament com a secretari, president i, actualment, conferenciant. L'any 1995 va guanyar el Premi Tenacitat de la ciutat de Sabadell per la seva activitat al capdavant de l'AAS.
El 2013 va ser guardonat per la Societat Astronòmica de França amb el Premi Gabrielle i Camille Flammarion «per la seva infatigable i admirable tasca de promoció de l'astronomia a tots els nivells, des de les observacions fins als cursos, passant per l'edició de la revista Astrum i de les monografies especialitzades, tot això des de la fundació de l'Agrupació Astronòmica de Sabadell el 1960».
L'asteroide (44216) Olivercabasa, descobert el 1998, va ser anomenat en honor seu.
Oliver també és conegut per una altra activitat: des dels 16 anys ha estat vinculat a representacions teatrals en diversos grups de Sabadell, especialment com a escenògraf i director d'escena.

## Obres publicades
Articles científics
- «Halley, el mite: Tothom vol veure'l». Quadern: Amics de les Arts i de les Lletres de Sabadell, 49, 1986, pàg. 503-504.
- «Josep Comas Solà, va veure l'atmosfera de Tità?» (PDF). Actes d'Història de la Ciència i de la Tècnica, 2, 1, 2009, pàg. 207-218.

Llibres
- Cómo utilizar el telescopio astronómico (en castellà).  De Vecchi, 1998. ISBN 978-8431519117.
- El gran libro de la astronomía moderna (en castellà).  De Vecchi, 1986. ISBN 9788431503819. (juntament amb Migliavacca, R.)
- Historia de la astronomía amateur en España (en castellà).  Equipo Sirius, 1997. ISBN 978-8486639846.
- Holmes: un cometa singular (en castellà).  Agrupació Astronòmica de Sabadell, 2008. ISBN 9788461222674. (juntament amb Puig, X. i Casas, R.)
- La actividad solar y su observación (en castellà).  Agrupació Astronòmica de Sabadell, 2012. (juntament amb Gaju, R.)
- Manual práctico del astrónomo aficionado (en castellà).  De Vecchi, 1998. ISBN 84-315-0043-3.
- Observatorios amateurs: 52 observatorios de los socios (en castellà).  Agrupació Astronòmica de Sabadell, 2011. ISBN 9788461460465. (juntament amb Cenzano, M. Á.)
- ¡Oh!niverso (en castellà).  Agrupació Astronòmica de Sabadell, 2009. ISBN 9788461282814. (juntament amb Cenzano, M. Á., Catalán, S. i Reginaldo, R.)
- Telescopios: para el astrónomo amateur (en castellà).  Agrupació Astronòmica de Sabadell, 2006. (juntament amb Cortés, M. i Sánchez, J. R.)